# Camp d'internement de Garaison
 (novembre 2016).
Si vous disposez d'ouvrages ou d'articles de référence ou si vous connaissez des sites web de qualité traitant du thème abordé ici, merci de compléter l'article en donnant les références utiles à sa vérifiabilité et en les liant à la section « Notes et références ».
Le camp d'internement de Garaison est un camp d'internement français situé sur la commune de Monléon-Magnoac dans le département des Hautes-Pyrénées qui a fonctionné durant la Première Guerre mondiale, de septembre 1914 à décembre 1919, pour interner les familles de ressortissants ennemis présents sur le territoire français. Il est installé dans le sanctuaire de Notre-Dame de Garaison.

## Historique
Durant la Première Guerre mondiale, le gouvernement français fait interner les civils originaires de « l'autre camp » alors présents sur son territoire dans une soixantaine de camps d'internement répartis à travers le pays. Parmi ceux-ci figure le camp de Garaison qui accueille, entre 1914 et 1919, des milliers d'hommes, de femmes et d'enfants, qu'ils soient simplement de passage, résidents temporaires ou résidents définitifs. 
Le camp est installé dans un ancien séminaire, Notre-Dame de Garaison ; les bâtiments occupent une superficie de 4 400 mètres carrés et sont entourés de 12 000 mètres carrés de cours et de promenades.
Le camp a une capacité d'accueil estimée à 1 300 personnes mais le nombre d'internés évolue tout au long du conflit au gré des rapatriements et libérations. Finalement, ce sont plus de 2 500 personnes qui fréquenteront les bâtiments de l'ancien séminaire. Si les femmes, les enfants et les vieillards bénéficient de libérations régulières, les hommes en âge d'être mobilisés par les armées ennemies demeurent quant à eux, internés jusqu'à la fin des hostilités. Parmi ces derniers, on recense des individus mariés à des Françaises qui font alors elles-mêmes l'objet d'un internement et dont les enfants nés en France peuvent être amenés à combattre sous les couleurs tricolores.

## Nombre et origines des internés
Dans le camp d'internement de Garaison, on retrouve des internés de plusieurs nationalités ainsi que des hommes et des femmes de tous âges.

### Évolution du nombre de détenus dans le camp

#### Décembre 1914
|         | Austro-Allemands | Austro-Hongrois | Alsaciens | Polonais | Tchèques | Autres | Total |
| ------- | ---------------- | --------------- | --------- | -------- | -------- | ------ | ----- |
| Hommes  | 73               | 49              | 36        | 23       | 13       | 0      | 194   |
| Femmes  | 88               | 47              | 28        | 21       | 6        | 3      | 193   |
| Mineurs | 42               | 37              | 5         | 23       | 5        | 2      | 114   |
| Total   | 203              | 133             | 69        | 67       | 24       | 5      | 501   |

#### Décembre 1915
|         | Allemands | Austro-Hongrois | Alsaciens | Polonais-Allemands | Polonais-Autrichiens | Tchèques | Trentins | Autres | Total |
| ------- | --------- | --------------- | --------- | ------------------ | -------------------- | -------- | -------- | ------ | ----- |
| Hommes  | 282       | 101             | 3         | 5                  | 49                   | 14       | 9        | 4      | 467   |
| Femmes  | 82        | 24              | 0         | 3                  | 12                   | 4        | 6        | 3      | 134   |
| Mineurs | 51        | 29              | 0         | 3                  | 17                   | 4        | 5        | 1      | 110   |
| Total   | 415       | 154             | 3         | 11                 | 78                   | 22       | 20       | 8      | 711   |

#### Janvier 1918
|         | Allemands | Hongrois | Autrichiens | Ottomans | Serbes | Tchèques | Belges | Grecs | Alsaciens | Bulgares | Total |
| ------- | --------- | -------- | ----------- | -------- | ------ | -------- | ------ | ----- | --------- | -------- | ----- |
| Adultes | 536       | 98       | 179         | 43       | 1      | 1        | 2      | 2     | 1         | 2        | 865   |
| Mineurs | 44        | 9        | 29          | 1        | 0      | 0        | 0      | 0     | 0         | 1        | 84    |
| Total   | 580       | 107      | 208         | 44       | 1      | 1        | 2      | 2     | 1         | 3        | 949   |

#### Analyse
Fin 1914, le nombre d'internés est au total de 501 : 203 Allemands, 133 Austro-hongrois, 69 Alsaciens, 67 Polonais, 24 Tchèques et 5 autres personnes d'une nationalité indéfinie. Sont présents un nombre à peu près égal d'hommes et de femmes.
L'année suivante, 20 personnes d'une « nouvelle nationalité » sont internées, les Trentins. Sont-ils entrés dans le camp ou n'étaient-ils pas comptabilisés avant ? Cela soulève toute la question des nationalités durant la première guerre. Il semble que l'on distingue certaines nationalités car considérées comme alliées de la France. La distinction des Trentins qui se revendiquent italiens fait suite, semble-t-il, à l'entrée en guerre de l'Italie aux côtés des alliés.

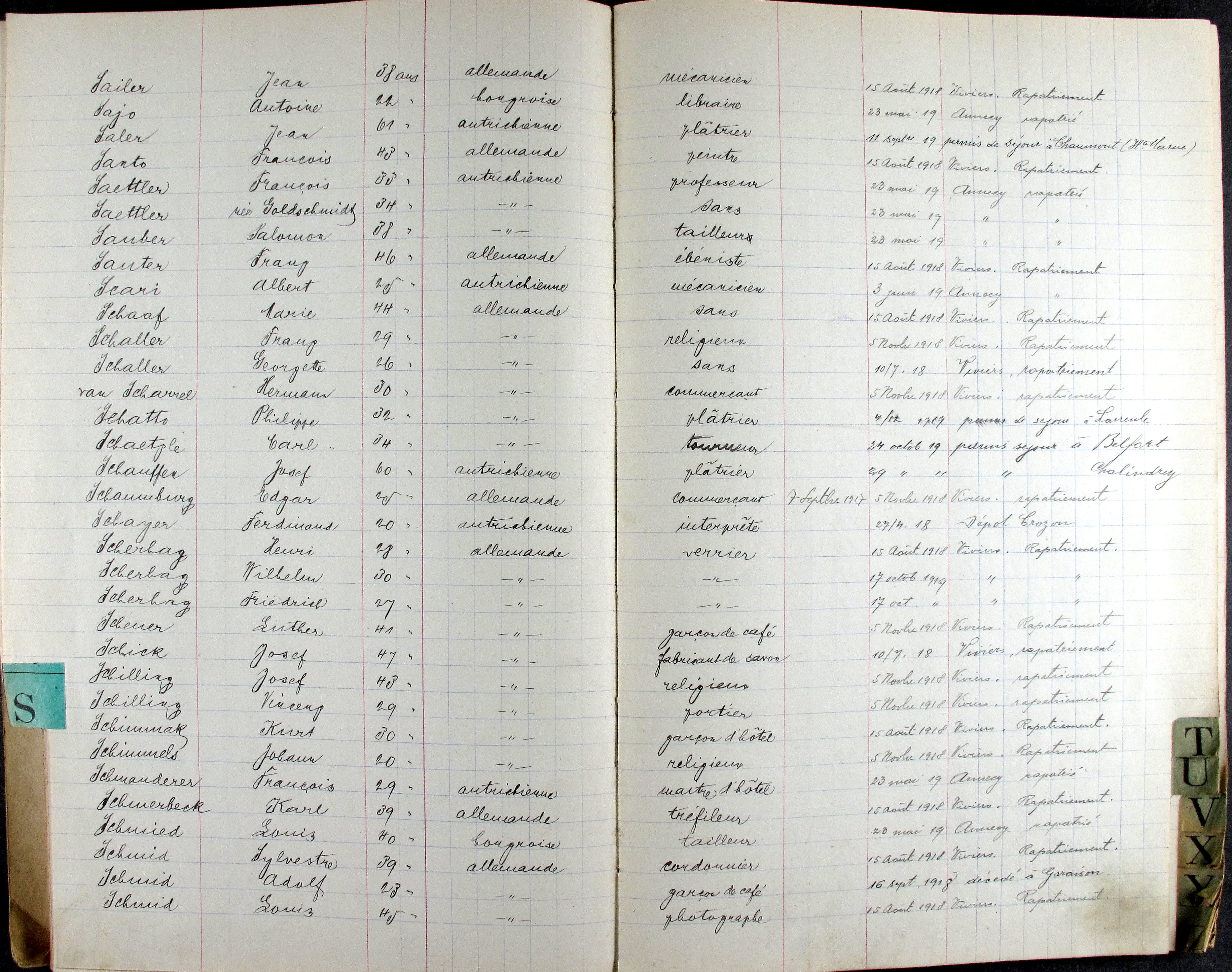
Extrait du registre des internés présents au camp en janvier 1918.

En ce qui concerne les populations déjà présentes, certaines nationalités sont en hausse comme les Allemands (dont le nombre a doublé), les Hongrois et les Polonais, et d'autres sont en baisse tels que les Alsaciens qui ne sont plus que 3 et les Tchèques. Ces derniers sont probablement évacués vers d'autres camps, ce qui semble montrer qu'ils sont traités selon un statut particulier. Le nombre d'hommes a fortement augmenté passant à 467. En revanche le nombre de femmes a diminué passant à 134, tout comme celle des mineurs qui sont passés à 110. C'est la preuve que des évacuations vers leur pays d'origine (via la Suisse) ont été massivement organisées dès la première année de la guerre : celles-ci ont concerné les femmes, les enfants et les vieillards. En revanche, les hommes en âge d'être mobilisés ont été maintenus ou regroupés dans le camp. Ceci explique pourquoi, malgré les premiers départs, la population du camp est croissante atteignant les 711 internés durant l'année 1915.
En janvier 1918, six « nouvelles nationalités » d'internés sont recensées. Les populations les plus nombreuses sont encore les Allemands (580), les Hongrois (107) et les Autrichiens (208). Mais on voit apparaître des Ottomans (44), des Serbes, des Belges, des Grecs, des Bulgares. La population du camp a encore augmenté atteignant 949 internés.
De décembre 1914 à janvier 1918, le nombre d'internés a presque doublé.[Interprétation personnelle ?] Ensuite, le camp se masculinise au fur et à mesure de l'évacuation des femmes et des enfants. Enfin, on constate que certaines minorités sont prises en compte tout au long de la guerre (Tchèques et Alsaciens). Les Ottomans, eux, semblent arriver avec l'ouverture de nouveaux fronts en Orient. Mais, au fur et à mesure des recensements, le nombre de nationalités prises en compte ne cesse d'augmenter et reflète déjà la future carte de l'Europe (Trentins, Serbes, Grecs, Bulgares).

## Description de la vie du camp à partir du récit d'Hélène Schaarschmidt
Hélène Schaarschmidt était une jeune femme venue d'Allemagne qui, à la suite de la guerre, fut internée dans le camp de Garaison en raison de sa nationalité. Dans ce camp, elle tient un journal racontant la vie du camp au jour le jour. Ce témoignage [style à revoir] permet de découvrir les conditions de vie des internés. À son arrivée, le camp compte environ 350 personnes, tous sexes confondus.
Elle découvre la chambre dans laquelle elle sera logée, une chambre pour huit personnes. Elle apprend par la suite que si elle veut se procurer des meubles, elle devrait débourser de l'argent y compris pour un lit dont la location coûte 30 francs par mois. Dans les chambres comme ailleurs, des règles sont imposées. Chaque samedi, les chambres sont vérifiées sous peine de sanctions telles que la corvée des escaliers ou encore des jours de consignes. Il est cependant possible pour les personnes ayant le plus de moyens, de payer d'autres internés pour effectuer certaines corvées. Cette procédure permet aux plus démunis de posséder un peu d'argent (de disposer d'une source de revenus).
La jeune internée évoque aussi l'alimentation. Elle présente notamment la composition des repas qui comprennent 200 g de pain et une assiette de soupe le midi et le soir. Vers la fin de la guerre, l'administration offre de la viande et « de très bonnes soupes ». Lors de la préparation des repas, 12 femmes sont réquisitionnées chaque jour. Au fil du temps, des commerces se sont développés, il est ainsi possible pour les internés d'acheter de la nourriture telle que la viande qui vient de la région et qui est vendue par un commerçant, boucher de métier lui-même interné. Une organisation est mise en place régulièrement afin que les plus pauvres puissent bénéficier d'un peu de lait.

## Le règlement du camp

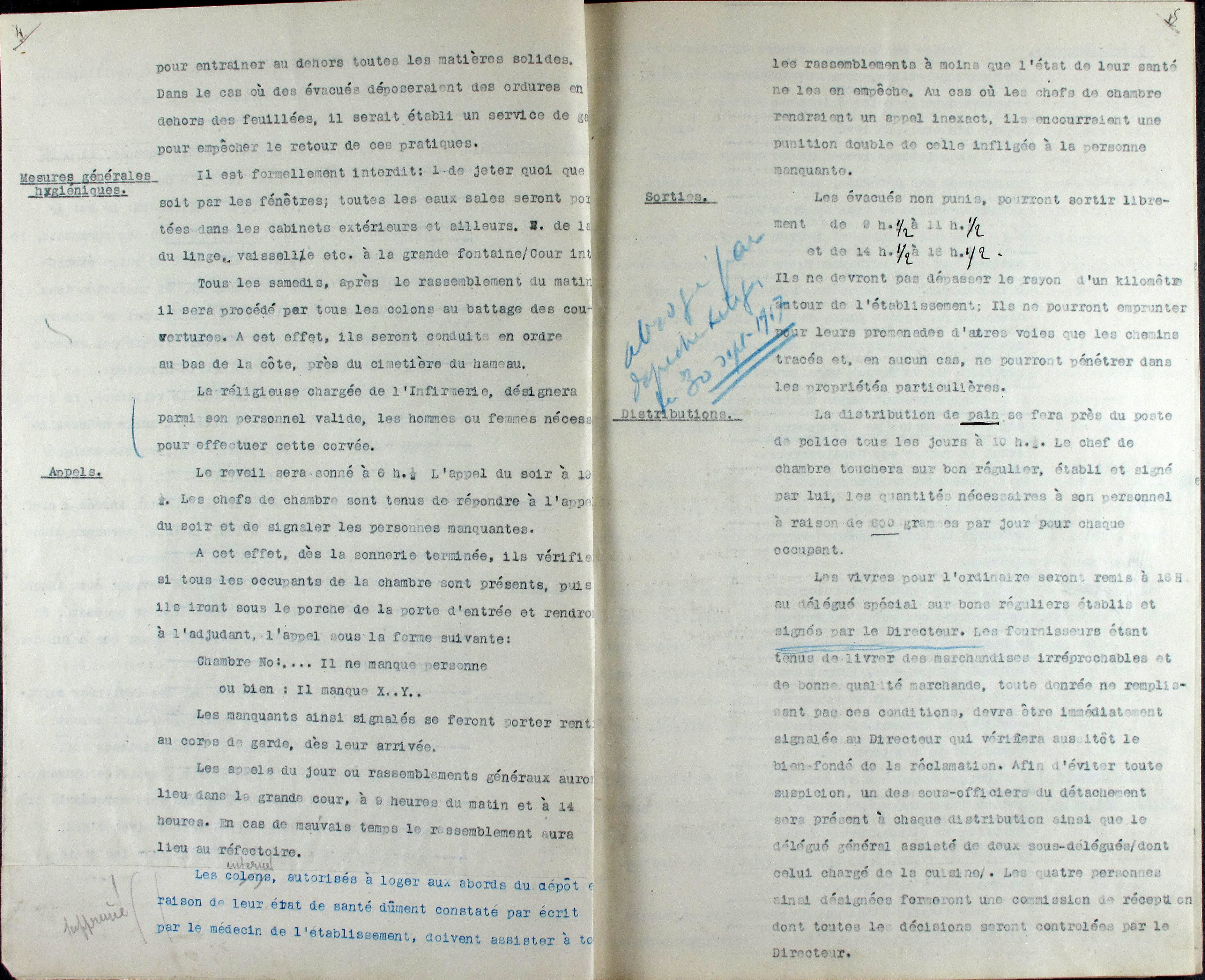
Extrait du règlement intérieur du camp (1915).

Dans son journal, Hélène Schaarschmidt parle d'un règlement qui organise de façon militaire la vie du camp, avec des gardiens et des règles strictes. Ces informations [style à revoir] sont confirmées par le règlement du camp d'internement conservé aux Archives départementales de Tarbes.
Au sommet de la hiérarchie, se trouve le général Fay, premier commandant du camp, placé sous l'autorité du préfet des Hautes-Pyrénées. Des délégués sont élus par les internés afin de devenir leurs porte-paroles et représentants. Il y en a un par nationalité mais aussi par sexe. Ces représentants font les liaisons entre les internés et l'administration du camp.
Il y a des horaires fixes à respecter, que ce soit l'heure de réveil, l'extinction des feux ou encore les sorties autorisées. Ces horaires sont très stricts et doivent être respectés quotidiennement sous peine de punitions prévues à cet effet. Les punitions peuvent consister en une simple corvée supplémentaire, une consigne qui entraîne une mise à l'écart durant une certaine durée, à une consigne à la chambre mais elles peuvent aussi aller jusqu'à une mise en prison. En effet, il existe une prison pour femmes et une pour hommes dans le camp. En cas de délit grave, l'interné en question peut même se voir appeler devant un tribunal.

## L'école du camp
Dans le camp, l'école est obligatoire de trois à quinze ans tous sexes confondus. Leur éducation est alors la même que les élèves français qui vont dans les écoles de la République. En 1916, l'école du camp de Garaison accueille 78 élèves.

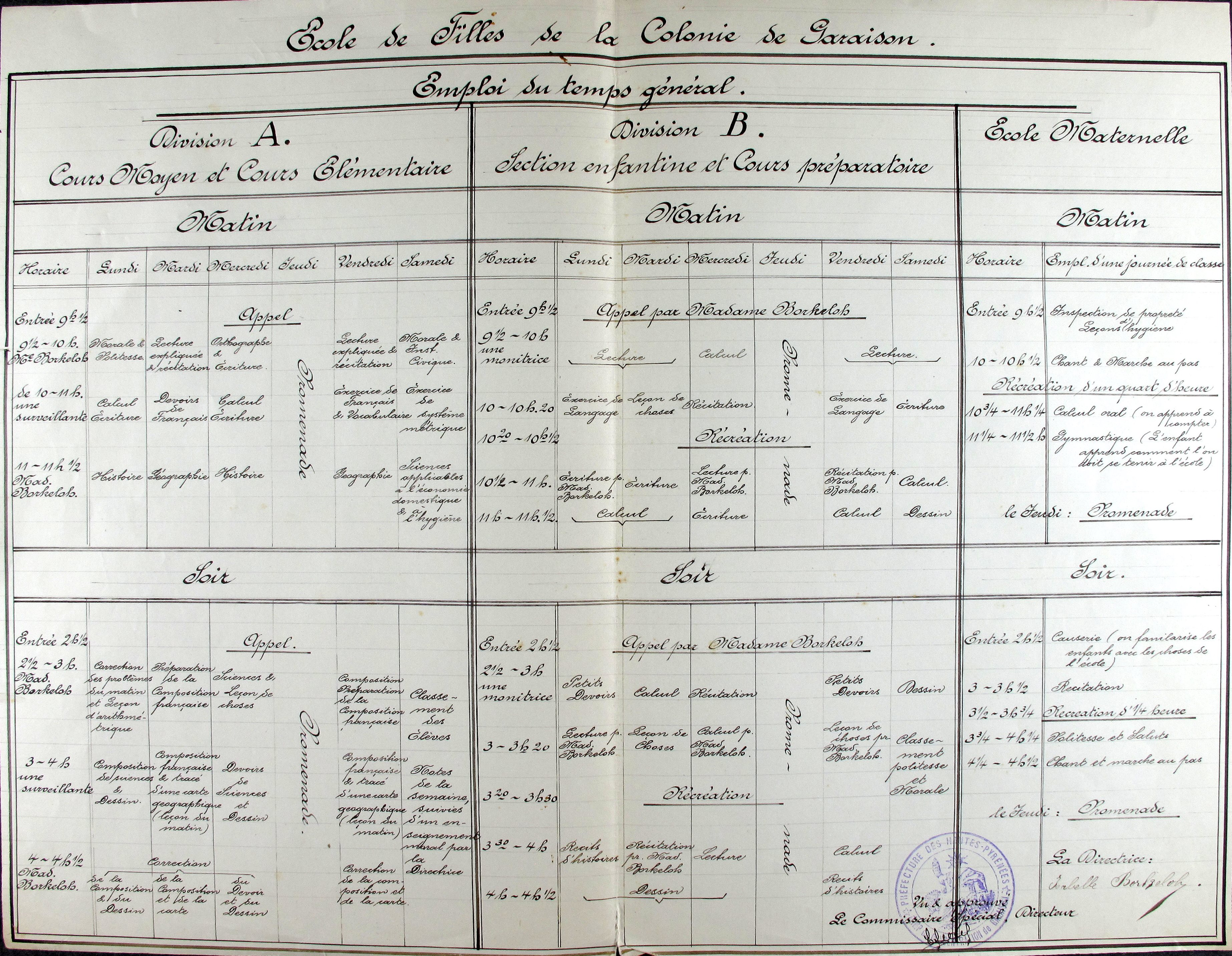
Emploi du temps de l’école des filles (1915)

On recense une école de filles dont la directrice est Isabelle Borkeloh, d'origine française et ayant épousé un Allemand, et dont les différentes institutrices sont Mlle H. Blink, Mlle Knoepler, Mlle Brunswick et Mlle Ginter. Il y a aussi une école de garçons sous la direction du père Stienen avec à ses côtés M. Oceper, M. Wicht et M. Kinderman. Le camp de Garaison comporte également une école maternelle mixte (placée sous la responsabilité de la directrice de l'école des filles) avec la même directrice que pour l'école des filles.
Certains enfants du camp ne vont pas à l'école à cause de leurs parents : ceux-ci refusent de les y mettre parce qu'ils sont allemands et que l'enseignement dispensé est français. Du fait, ils ne sont pas satisfaits de l'enseignement proposé et des professeurs ainsi que la directrice de l'école de filles reçoivent des plaintes des parents des enfants : « […] je suis, pour eux, trop française et trop propre, [ils] refusent d'envoyer leurs enfants à l'école de filles ». Malgré l'insatisfaction des parents vis-à-vis de l'école du camp, ils sont obligés d'y envoyer leurs enfants car, en cas de refus, ils sont susceptibles de recevoir des sanctions pour non respect de la loi scolaire.
Deux règlements propres à l'école du camp de Garaison sont imposés aux élèves : l'un pour l'école des filles et l'autre pour l'école des garçons. Si celui-ci n'est pas respecté, des sanctions sont données aux enfants.
Les cours que suivent les élèves sont calqués sur les programmes scolaires : morale et politesse, calcul et écriture, histoire, sciences et dessin, français, géographie, orthographe, récitation, gymnastique, lecture et chant. Les élèves assistent aux différents cours du lundi au samedi de 9 h 30 à 11 h 30 et de 14 h 30 à 16 h 30 et ont régulièrement des promenades en plus des récréations.